# فهد غازي
فهد غازي لاعب كرة قدم سعودي من مواليد 1 مارس 1994 م.
لعب سابقاً في نادي الهلال و انتقل إلى نادي الشباب في عام 2017 حتى 2020 حيث انتقل إلى نادي الاتفاق.

## روابط خارجية
- فهد غازي على موقع Soccerway.com (الإنجليزية)
- فهد غازي على موقع كووورة